# Санто-Домінго (Чилі)

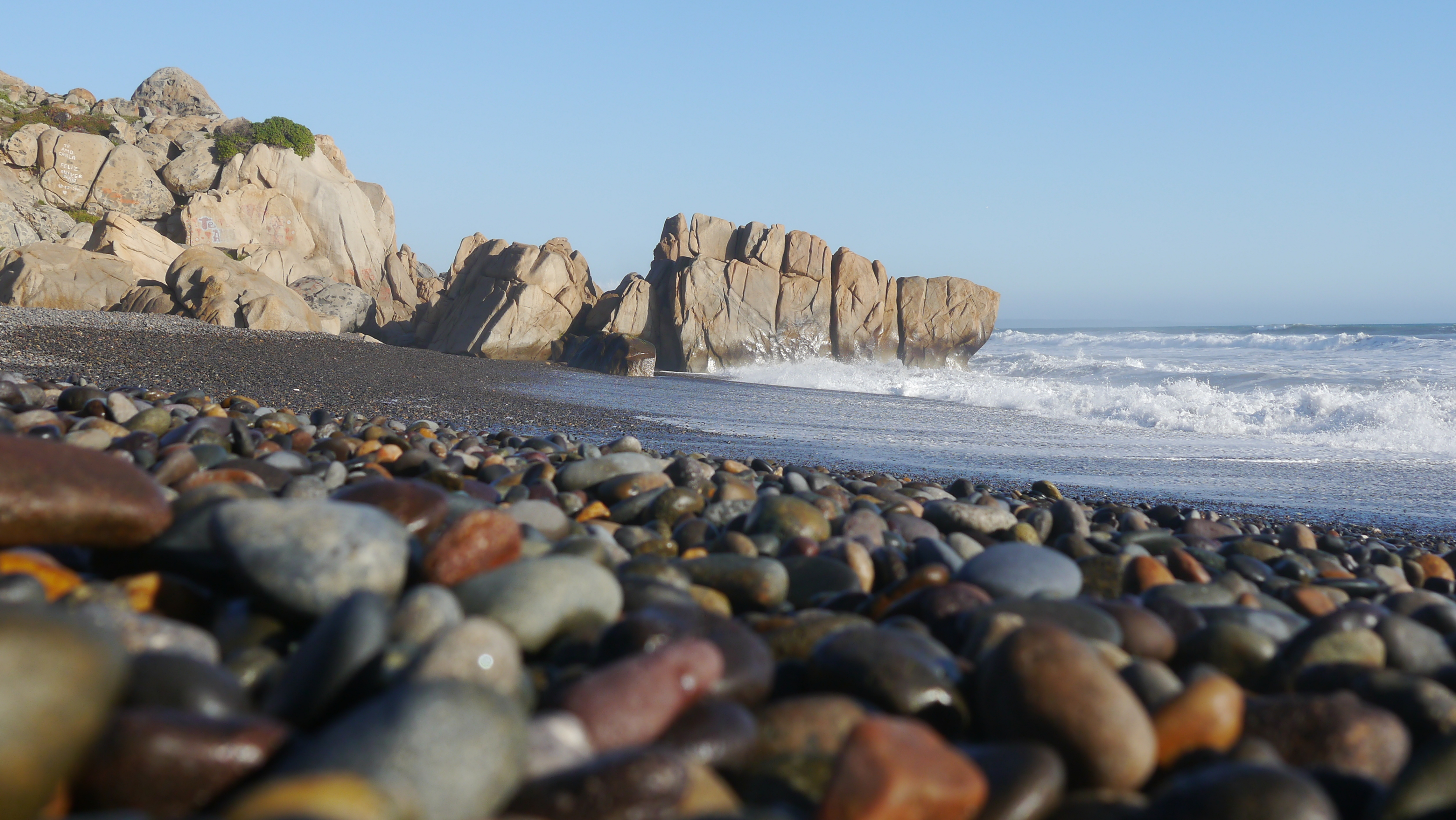
Скелі Санто-Домінго.

Санто-Домінго (ісп. Santo Domingo) — місто в Чилі. Адміністративний центр однойменної комуни. Населення міста — 4583 осіб (2002). Місто і комуна входить до складу провінції Сан-Антоніо та регіону Вальпараїсо.
Територія — 536 км². Чисельність населення — 10 900 мешканців (2017). Щільність населення — 20,3 чол./км².

## Розташування
Місто розташоване за 66 км на південь від адміністративного центру області міста Вальпараїсо та за 4 км на південь від адміністративного центру провінції міста Сан-Антоніо.
Комуна межує:
- на північному сході — з комуною Сан-Антоніо
- на південному сході — з комуною Сан-Педро
- на півдні — з комуною Навідад

На заході знаходиться узбережжя Тихого океану.